# Saint-Georges-les-Landes
Saint-Georges-les-Landes is een gemeente in het Franse departement Haute-Vienne (regio Nouvelle-Aquitaine) en telt 255 inwoners (1999). De plaats maakt deel uit van het arrondissement Bellac.

## Geografie
De oppervlakte van Saint-Georges-les-Landes bedraagt 16,3 km², de bevolkingsdichtheid is 15,6 inwoners per km².
De onderstaande kaart toont de ligging van Saint-Georges-les-Landes met de belangrijkste infrastructuur en aangrenzende gemeenten.

## Demografie
Onderstaande figuur toont het verloop van het inwonertal (bron: INSEE-tellingen).